# プブリウス・ポストゥミウス・トゥベルトゥス
プブリウス・ポストゥミウス・トゥベルトゥス (ラテン語: Publius Postumius Tubertus、生没年不詳) はクイントゥスの息子であり、パトリキ出身のポストゥミウス氏族で初めてコンスルに就任した。それは紀元前505年の事で、共和政が始まって五年目であった。

## 経歴

### 最初のコンスルシップ
紀元前505年に執政官となると、同僚のマルクス・ウァレリウス・ウォルススと共にサビニ人と戦い、ティブルで決定的勝利を収め、凱旋式を行った。

### 二度目のコンスルシップ
ポストゥミウスは紀元前503年にも執政官となった。リウィウスによると、アウルンキ人と都市ポメティアを打ち負かし、凱旋式が行われたという。
ディオニュシオスによると、彼自身は再度サビニ人と戦い負けてしまったものの同僚のメネニウスに助けられ、小凱旋式もしくは簡素化した凱旋式を行ったとする。凱旋式のファスティによると、紀元前503年4月3日にポストゥミウスが小凱旋式を行い、翌日メネニウスが凱旋式を行った。これはローマの政務官が行った初の小凱旋式であった。

### その後
紀元前494年、プレープスによる最初の集団離脱が起こり、ポストゥミウスはモンス・サケルに集結した彼らと交渉するため元老院から派遣された10人の使者の一人となった。交渉の結果、平民たちの債務の一部を帳消しとし、政務官や元老院に対しての拒否権を持つ護民官の設立を公式に認めることとなった。
ポストゥミウスの業績は大変評価され、彼と子孫たちは十二表法で禁じられていた市内での埋葬特権を例外的に受け継ぐ事となった。